# صدیقه جعفری
صدیقه جعفری (‎۲۳ آبان ۱۳۷۱ - استان گلستان) عضو تیم ملی کبدی بانوان ایران است.

## افتخارات

### بازی‌های آسیایی
او به همراه تیم ملی کبدی زنان ایران، در بازی‌های آسیایی ۲۰۱۴ در اینچئون، کره جنوبی شرکت نمودند و پس از پیروزی در مسابقات مرحله مقدماتی، در مرحله نیم نهایی تیم ملی کبدی بانوان بنگلادش را شکست دادند و به رقابت پایانی راه یافتند. اما در دیدار نهایی با شکست برابر هند، در جایگاه دوم بازی‌ها ایستادند و نشان نقره به گردن آویختند.
و به همراه تیم ملی کبدی ایران در مسابقات آسیایی جاکارتا ۲۰۱۸ با غلبه بر حریف خود در فینال رقابت‌ها مقابل تیم ملی کبدی هندوستان قهرمانی این مسابقات را کسب کردند.